# Le Carrefour des passions
Pour plus de détails, voir Fiche technique et Distribution.
Le Carrefour des passions (titre italien: Gli uomini sono nemici) est un film français, de coproduction franco-italienne, réalisé par Ettore Giannini et sorti en 1948.

## Synopsis
Pendant la Seconde Guerre mondiale, tandis que la capitale du Portugal neutre est un foyer d’espions, Mario, un chanteur de cabaret travaillant en secret pour les Alliés, est responsable de la mort d’un agent italien. La veuve de ce dernier, Irène se rend alors à Lisbonne dans le but de venger sa mort en travaillant pour l'Axe.

## Fiche technique
- Titre italien: Gli uomini sono nemici
- Réalisation : Ettore Giannini
- Scénario : Jacques Companéez, Claude Heymann
- Dialogues : Pierre Véry
- Musique : Joseph Kosma
- Photographie : Anchise Brizzi
- Montage : Jacques Grassi
- Pays de production :  France |  Italie
- Langue : français
- Genre : Film dramatique
- Durée : 108 minutes
- Dates de sortie :
  - France : 4 août 1948
  - Italie : 1er mars 1949
- Affiche : Pierre Segogne (France)

## Distribution
- Viviane Romance : Irène Dumesnil
- Clément Duhour : Mario de Falla
- Valentina Cortese : Maria Pilar
- Gina Falckenberg : Hilde von Baldur
- Fosco Giachetti : Toniani
- Aroldo Tieri : Franciolini
- Hans Hinrich : Fischer
- Jean Wall : Jean Claes
- Joop van Hulzen : Schmidt
- Olinto Cristina : Dr. Slaceck